# Ariane (film, 1931)
Pour les articles homonymes, voir Ariane.
Pour plus de détails, voir Fiche technique et Distribution.
Ariane est un film allemand réalisé par Paul Czinner sorti en 1931.
L'adaptation du roman Ariane, jeune fille russe de Claude Anet est dans le même temps l'objet d'une production franco-allemande, en français, avec le même titre que le livre, le même réalisateur et sortie l'année suivante, ainsi qu'une version anglaise The Loves of Ariane (en), encore par le même réalisateur et sorti en 1931.

## Synopsis
Ariane Kusnetzova, Russe exilée, est diplômée du gymnasium de Zurich. Elle décide de se rendre à Berlin pour étudier. Au cours d'une soirée à l'opéra, elle fait la connaissance de Constantin Michael, un homme charmant et pourtant quelque peu froid. Il commence à courtiser la jeune fille, d'abord timide puis qui essaie de le rattraper en lui faisant croire qu'elle a déjà une certaine expérience avec les hommes.
Constantin pose dès le départ la nature de leur relation à Ariane : « Je ne resterai pas ici longtemps. Un jour, je voyagerai et ne reviendrai pas. Mais je voudrais passer ce peu de temps avec toi, Ariane Kusnetzova. » Ariane s'engage dans ce jeu dans l'espoir qu'un jour cet homme charismatique énigmatique et fort lui sera lié pour toujours. Elle ne veut pas (encore) avouer l'amour qu'elle ressent pour lui. Après des vacances ensemble en Italie, le jour du départ arrive. Pour Constantin, rien de plus qu'une aventure se termine, et il laisse Ariane partir sans sourciller. Un monde s'écroule pour la fille. Bien que profondément blessée, elle ne montre aucun signe et est complètement placide lorsqu'elle dit au revoir.
De retour à Berlin, Ariane réfléchit à la manière dont elle peut se venger de Constantin pour cette humiliation. L'occasion se présente quand il revient à Berlin et prend rendez-vous avec Ariane. Lorsqu'elle lui fait face, elle ne peut s'empêcher de lui avouer son amour dans une violente dispute. Peu à peu, Constantin commence à comprendre. Ariane a décidé de clore définitivement le chapitre Constantin. Il est temps de se dire au revoir à la gare. Lorsque le train se met en marche, Ariane court un peu plus loin, puis l'homme prend sa décision. Au moment où ses forces menacent de décliner, Constantin Michael soulève la fille dans le train. Les deux vont vers un avenir commun.

## Fiche technique
- Titre : Ariane
- Réalisation : Paul Czinner
- Scénario : Paul Czinner, Carl Mayer
- Direction artistique : Karl Weber, Erich Zander (de)
- Costumes : Joe Strassner
- Photographie : Adolf Schlasy (de), Fritz Arno Wagner
- Photographe de plateau : Hans Casparius[3]
- Montage : Herbert Selpin
- Production : Seymour Nebenzal, Ernst Wolff
- Sociétés de production : Nero-Film AG
- Société de distribution : Vereinigte Star-Film GmbH
- Pays d'origine : Allemagne  République de Weimar
- Langue : allemand
- Format : Noir et blanc - 1,20:1 - Mono - 35 mm
- Genre : Drame
- Durée : 85 minutes
- Dates de sortie :
  - Allemagne  République de Weimar : 20 février 1931.
  - Autriche : 3 mars 1931.
  - France : 5 février 1932[1].
  - Espagne : 28 mai 1934.

## Distribution
- Elisabeth Bergner : Ariane Kusnetzova
- Rudolf Forster : Constantin Michael
- Annemarie Steinsieck (de) : Tante Varvara
- Theodor Loos : Adameit, professeur
- Hertha Guthmar (de): Olga
- Nicolai Vassiljev : L'étudiant
- Alfred Gerasch : Le médecin

## Source de la traduction
- (de) Cet article est partiellement ou en totalité issu de l’article de Wikipédia en allemand intitulé « Ariane (1931) » (voir la liste des auteurs).